# Andreas Schlüter

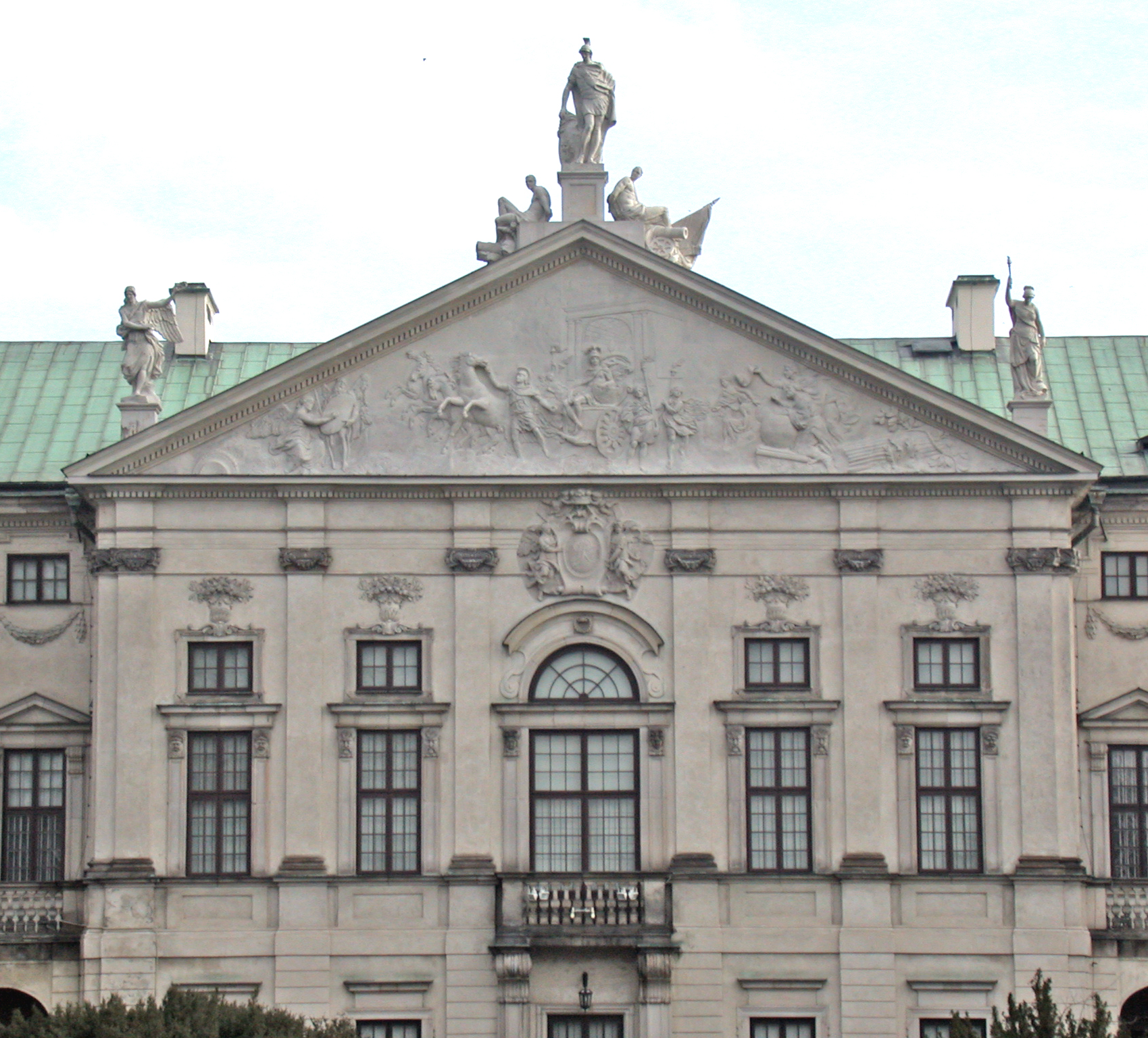
Krasinskipalatset i Warszawa.

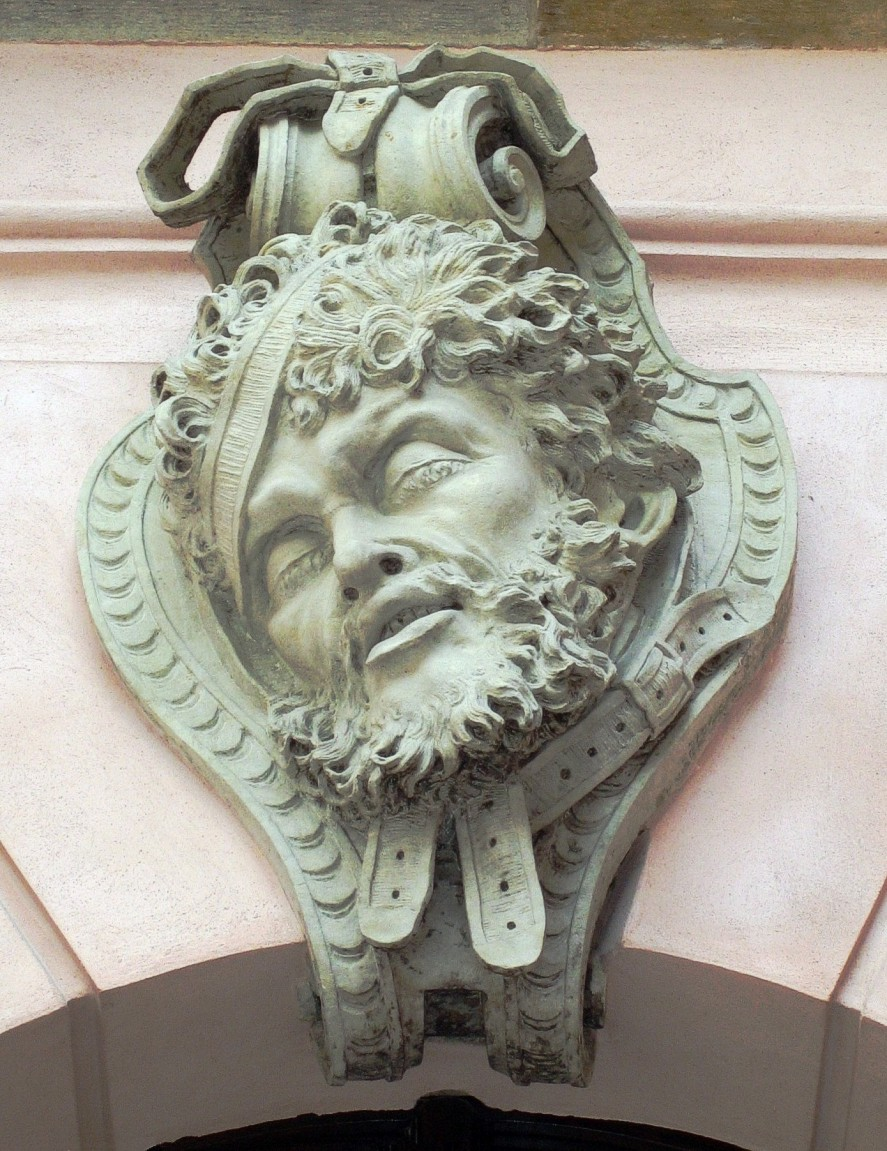
Mask på Zeughaus i Berlin.

Andreas Schlüter, född den 20 maj 1664 i Danzig, död den 23 juni 1714 i Sankt Petersburg, Ryssland, var en tysk arkitekt och skulptör.

## Biografi
Andreas Schlüter var son till en skulptör och blev lärjunge till skulptören David Christoph Sapovius. Från 1691 vistades han i Warszawa, 1694 flyttade han till Berlin, där han blev lärare vid konstakademien, som då upprättades efter franskt mönster. År 1695 blev han en av dess direktörer. På uppdrag av kurfursten Fredrik III gjorde han en resa till Italien, som blev av största betydelse för utvecklingen av hans konstnärskap. Som hans första byggnadsverk namnes slottet Charlottenburg i Berlin (1695, hans delaktighet i detta bygge är dock omstridd). Hans största verk inom arkitekturen blev nybyggnaden av slottet i Berlin. Enligt Schlüters första plan skulle detta omsluta en nära nog kvadratisk gård i italiensk stil, omsluten av praktfulla arkader. Mellan 1697 och 1701 byggdes efter denna plan. Emellertid beslöt kurfursten, som nu blivit kung i Preussen som Fredrik I, att slottet skulle betydligt förstoras, så att Schlüter förlängde dess båda sidolängor, avbröt de långsträckta fasader som nu uppkom, med ståtliga portalrisaliter samt tillfogade en förgård och en öppen arkadhall i två våningar tvärs över borggården. Schlüter skapade härmed det arkitektoniskt mest storslagna och betydande barockpalatset i Tyskland. Han lånade sina idéer från Italien och Frankrike, men förstod att sammansmälta dem på ett personligt sätt. Den inre dekorationen i slottet visade rik och lysande fantasi. På grund av ökad konkurrens bland flera arkitekter fråntogs emellertid Schlüter ledarskapet av slottsbygget, som 1706 övertogs av Johann Friedrich Eosander von Göthe. Dennes verk var den pompösa västfasaden (åt Spree och Kejsar-Wilhelms-monumentet, den krönande kupolen på denna fasads mitt tillkom först på 1840-talet).
Samtidigt var Schlüter Tysklands främste skulptör av sin epok. Som sådan lärde han företrädesvis av nederländska 1600-tals-mästare och av italiensk monumentalskulptur. Hans första större verk var en staty av kurfursten Fredrik III (sedermera kung Fredrik I) som uppställdes 1697 i Königsberg. Hans monument över "den store kurfursten" Fredrik Vilhelm I av Brandenburg, som 1703 uppfördes på Kurfürstenbrücke i Berlin (idag uppställt på Charlottenburgs slotts innergård) liknade de franska konstnärers verk, vilkas uppslag och stil han upptog. Monumentet med kurfursten i romersk imperatorsdräkt, till häst, majestätiskt lugn, stolt och myndig, som huvudfigur och nedanför omkring den ovala sockeln fyra kedjade fångar i ställningar, som uttrycka fruktan och fasa.
Ett av hans störste arbeten var ritningarna för bärnstensrummet som installerades 1716 i slottet i Königsberg. Efter arkitekten Johann Arnold Nering övertog Schlüter det av denne 1694 påbörjade bygget av tyghuset (Zeughaus) i Berlin, som fick sin slutliga gestalt av Jean de Bodt (av nordtysk härkomst, född i Paris). Schlüter krönte byggnadens takbalustrad av trofégrupper och prydde gårdssidan med 21 masker av döende krigare, av gripande uttryck och monumental storhet. Bland hans övriga alster märkas Världsdelarna, fyra grupper i Berlins slotts riddarsal, Fredrik I:s och dennes gemåls gravmonument i Berliner Doms Hohenzollernkrypta, Männliches Grabmonument med porträttfigurer och allegoriska gestalter i Nikolaikyrkan samt en fantasirik predikstol i Mariakyrkan i samma stad. Bland hans privatbyggnader märks Wartenbergska palatset och von Kameckes villa (1712).

## Utmärkelser
Asteroiden 6350 Schlüter är uppkallad efter honom.